# Heterocythereis voraginosa
Heterocythereis voraginosa is een mosselkreeftjessoort uit de familie van de Hemicytheridae. De wetenschappelijke naam van de soort is voor het eerst geldig gepubliceerd in 1979 door Athersuch.